# Molt (Volumenmaß)
Das Molt, Molter oder Malter, war ein Volumenmaß im Großherzogtum Oldenburg. Es war ein sogenanntes Getreidemaß und entsprach 12 Scheffel. 
- 1 Molt = 13.477,5 Pariser Kubikzoll = 267 1/14 Liter[1]
- 1 Last = 12 Molt